# Hiller X-18
Hiller X-18 Propelloplane byl experimentální transportní letoun kategorie V/STOL. Vyznačoval se překlopným křídlem, jehož součástí byla dvojice turbovrtulových motorů. Díky tomu mohl letoun vzlétat a přistávat kolmo, nebo mohl ke vzletu a přistání využít krátké dráhy. Tento projekt byl financován Letectvem Spojených států amerických.

## Konstrukce
Hiller X-18 (57-3078) využíval trup bývalého letounu Chase YC-122C (49-2883). K letadlu bylo připojeno přímé křídlo s dvojicí turbovrtulových motorů Allison T40-A-14, které poháněly protiběžné vrtule. Turbovrtulové motory pocházely z letounů Lockheed XFV-1 a Convair XFY-1 Pogo. Tyto motory pracovaly nezávisle na sobě. Což při poruše jednoho motoru mohlo vést ke ztrátě stroje. Další pohonnou jednotkou byl proudový motor Westinghouse J34, který sloužil pro korekce sklonu letounu. Výstup motoru vedl za ocasní část, kde byl tah poskytovaný motorem rozdělen za ventilem do dvou výstupů, z nichž jeden mířil vzhůru a druhý dolů. Změna polohy ventilu, tak mohla ovlivnit sklon letounu. Křídlo se mohlo naklánět o 90 ° díky dvojici hydraulických pístů. V poloze křídla pro přímý let byl letoun hornoplošníkem.

## Vývoj

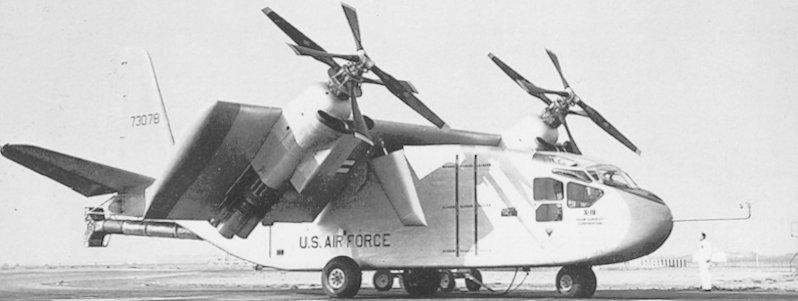
Hiller X-18

Hiller Aircraft začalo se stavbou konvertoplánu X-18 v roce 1957, využilo k tomu trup letounu Chase YC-122C a motory ze zrušených projektů US Navy letadel se schopností vertikálního vzletu (VTOL) Lockheedu XFV-1 a Convairu XFY-1 Pogo. Použití existujících částí, mělo vést ke snížení nákladů a k úspoře času.
K prvnímu skoku konvertoplánu došlo 20. istopadu 1959, první reálný let proběhl 24. listopadu 1959 s testovacími piloty Georgem Brightem a Brucem Jonesem. Let proběhl na letišti Moffett Field v Kalifornii. Bright s Jonesem tvořili posádku X-18 po všech 20 uskutečněných letů.
Letoun během 20. letu zkoušel přejít do visu ve výšce 10 000 stop (3,0 km) během tohoto pokusu, ale letoun přešel do vývrtky, kterou se pilotům podařilo vybrat. Následkem 20. letu, který se odehrál 4. listopadu 1960 bylo letadlo uzemněno. Inspekce letounu, odhalila příčinu tohoto incidentu v sestavě regulátoru motoru, kde došlo k odstranění zubů na ozubeném kolečku. V červenci 1961 byly další letové testy zrušeny. Pak X-18 sloužil už jen jako součást programu pro simulaci přízemního efektu letadel VTOL na letecké základně Edwards v Kalifornii. V roce 1962 došlo k přeznačení typu na X-18A. Program byl ukončen 18. ledna 1964.
Letoun X-18 byl citlivý na poryvy větru. Zvlášť pokud bylo křídlo ve svislé poloze, kdy se chovalo jako plachta.
X-18 poukázal na nutnost propojení motorů, pro případ výpadku jednoho z nich.
Data získaná z tohoto projektu byla využita při návrhu a vývoji dalšího experimentálního letadla Vought XC-142 na počátku 60. let 20. století.
NASA v publikaci věnované;experimentálním letounům o konvertoplánu X-18 uvádí, že neexistují definitivní informace o jeho osudu, ale předpokládá se, že byl sešrotován na Edwardsově letecké základně.

## Specifikace (X-18)

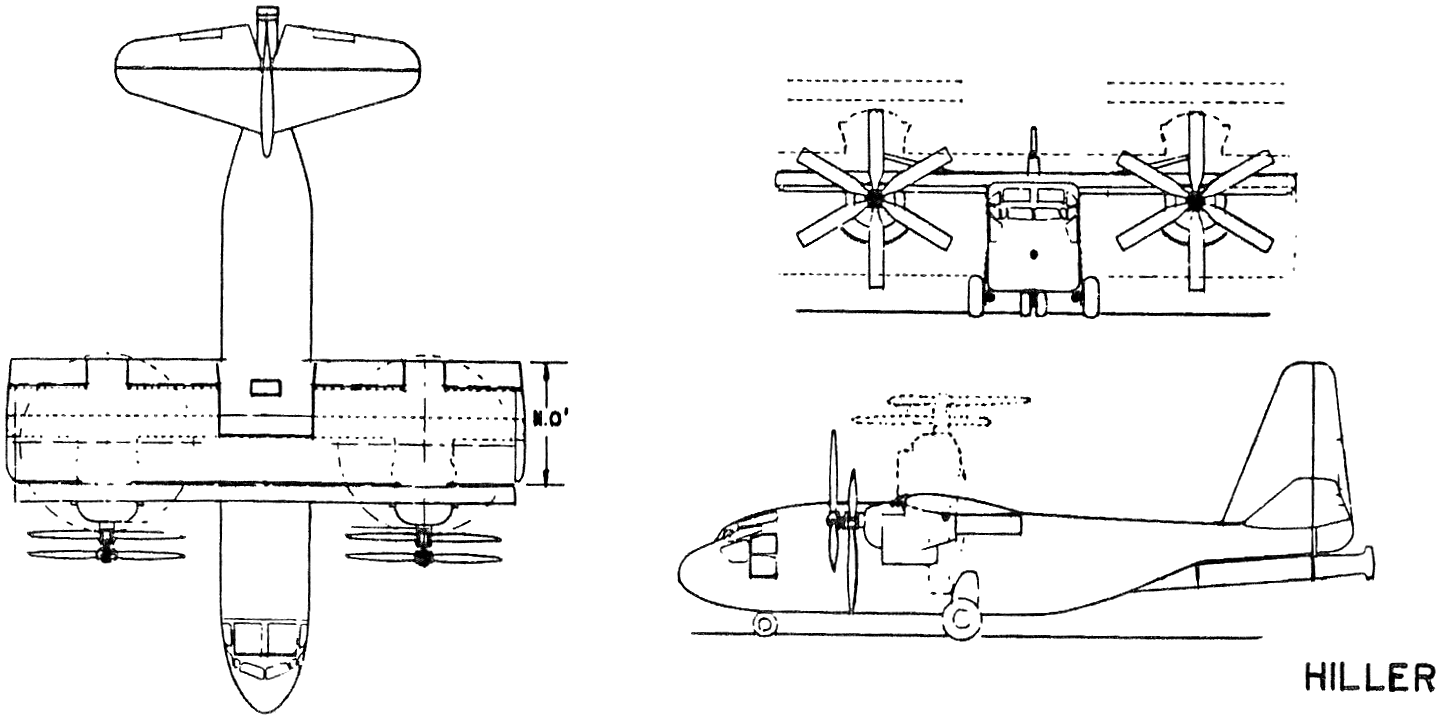
Třípohledový nákres X-18

Údaje dle

### Technické údaje
- Posádka: 2–3
- Délka: 19  (63 stop)
- Rozpětí: 15 m (48 stop)
- Výška: 7,3 m (24 stop)
- Plocha křídel: 49,1 m²
- Profil křídla : NACA 23015[16]
- Prázdná hmotnost: 12 271 kg (27 052 lb)
- Maximální vzletová hmotnost: 14 969 kg (33 000 lb)
- Kapacita paliva: 3 785 l (1 000 US gal)
- Pohonné jednotky: 
  - 2 x Allison T40-A-14 turbovrtulové motory, každý 4 360 kW (5  850 hp),
  - 1 x proudový motor Westinghouse J34, tah 15 kN (3 400 lbf) pro regulaci sklonu
- Vrtule: šestilisté protiběžné vrtule (3 a 3 listy) od Curtiss-Wright o průměru 4,90 m

### Výkony
- Maximální rychlost: 407 km/h (253 mph)
- Maximální rychlost pro změnu náklonu křídla: 286 km/h (178 mph)
- Dolet: 360 km(224 mil)
- Dostup: 10 800 m (35 300 stop)